# Stanisław Bizański
Stanisław Bizański (ur. 16 stycznia 1846 w Krakowie, zm. 4 stycznia 1890 tamże) – polski fotograf, znany głównie z prac o tematyce tatrzańskiej.

## Życiorys
Był synem malarza i profesora Akademii Sztuk Pięknych w Krakowie Jana Nepomucena. W 1880 został właścicielem zakładu fotograficznego „Pod Nową Bramą” przy ulicy Siennej 10 w Krakowie. Przed 1884 zakład przeniesiono na Plac Szczepański 3.
Stanisław Bizański znany jest głównie z fotografii o tematyce tatrzańskiej, którą zainteresował go przyjaciel – Walery Eljasz-Radzikowski. Bizański wykonywał też liczne zdjęcia portretowe; jego klientami byli m.in. Władysław Mickiewicz, Józef Kotarbiński, Henryk Sienkiewicz i Tadeusz Matejko, syn Jana. Artysta dokumentował folklor podhalański i rejestrował charakterystyczne typy ludzkie. Dzięki niemu przetrwały podobizny znanych przewodników tatrzańskich (Jędrzej Wala młodszy, Jan Krzeptowski) oraz ludzi związanych z Tatrami (Walery Eljasz-Radzikowski i ksiądz Józef Stolarczyk). Fotografie Bizańskiego, oprócz walorów artystycznych, mają obecnie wartość dokumentalną.
Stanisław Bizański miał z żoną Marią dwóch synów – Władysława i Kazimierza. Zmarł w Krakowie w wieku 43 lat.

## Pracownia fotograficzna Stanisława Bizańskiego
Część fotografii przypisywanych Bizańskiemu wykonali w terenie jego współpracownicy. Jednemu z nich, Józefowi Głogowskiemu, towarzyszył w sierpniu 1889 Walery Eljasz-Radzikowski, który pozostawił notatkę zatytułowaną Spis zdjętych we fotografii widoków tatrzańskich przez Józ[efa] Głogowskiego dla zakładu St. Bizańskiego. W dniach 19–30 sierpnia 1889 r. Głogowski wykonał w Tatrach 86 zdjęć, obejmujących rejon Hali Gąsienicowej, Doliny Pięciu Stawów Polskich, Morskiego Oka, Doliny Białej Wody, Doliny Kościeliskiej, Doliny Małej Łąki i dolin reglowych. Nie zachowało się wiele informacji o samym Głogowskim.
Po przedwczesnej śmierci Stanisława Bizańskiego jego działalność kontynuowała do 1900 roku żona z synem, Władysławem. W roku 1892 otworzyli oni filie w Krynicy i Zakopanem, ta ostatnia umiejscowiona była przy ulicy Nowotarskiej. Władysław Bizański nadal prowadził zakład po śmierci matki. Jego młodszy brat, Kazimierz, był aktywnym taternikiem, zajmował się również fotografowaniem w Tatrach.

## Upamiętnienie
Po śmierci artysty rodzina wydała dwa albumy z jego pracami Widoki Tatr w fotografiach Stanisława Bizańskiego fotografa w Krakowie (60 zdjęć) i Widoki z Tatr (30 zdjęć). W latach 1890–1901 liczne fotografie Bizańskiego ukazywały się w publikacjach Towarzystwa Tatrzańskiego w formie heliograwiurowych dodatków.
W 2012 roku Tatrzański Park Narodowy przygotował w Kuźnicach wystawę prac Stanisława Bizańskiego – na reliktach dworu wystawiono 40 plansz ze zdjęciami.